# Borgo San Dalmazzo
Borgo San Dalmazzo é uma comuna italiana da região do Piemonte, província de Cuneo, com cerca de 11.256 habitantes. Estende-se por uma área de 22 km², tendo uma densidade populacional de 512 hab/km². Faz fronteira com Boves, Cuneo, Gaiola, Moiola, Roccasparvera, Roccavione, Valdieri, Vignolo.

## Demografia
| Variação demográfica do município entre 1861 e 2011                               |
|                                                                                   |
| Fonte: Istituto Nazionale di Statistica (ISTAT) - Elaboração gráfica da Wikipedia |